# Österreichische Fußball-Frauenmeisterschaft 2019/20
Die österreichische Fußball-Frauenmeisterschaft wurde 2019/20 zum 48. Mal nach der 35-jährigen Pause zwischen 1938 und 1972 ausgetragen. Die höchste Spielklasse ist die ÖFB Frauen-Bundesliga und wird zum 7. Mal durchgeführt. Die zweithöchste Spielklasse (2. Liga), in dieser Saison die 41. Auflage, wird erstmals österreichweit ausgetragen. Die Saison sollte von Mitte August 2019 bis Anfang Juni 2020 dauern, wurde aber im April 2020 ohne Wertung aufgrund der COVID-19-Pandemie abgebrochen.

## Erste Leistungsstufe – ÖFB Frauen-Bundesliga

### Modus
Im Rahmen des im Meisterschaftsmodus durchgeführten Bewerbs spielt jede Mannschaft zweimal gegen jede gegnerische Mannschaft (Hin- und Rückrunde). Das Heimrecht ergibt sich durch die Auslosung.

### Saisonverlauf
Die Saison wurde nach der 9. Runde aufgrund der COVID-19-Pandemie abgebrochen. Es gab daher keinen Meister und Absteiger.

### Abschlusstabelle
Die Tabelle sah nach dem Abbruch wie folgt aus:
| Pl.                                            | Verein                       | Sp. | S | U | N | Tore    | Diff. | Punkte |
| ---------------------------------------------- | ---------------------------- | --- | - | - | - | ------- | ----- | ------ |
| 1.                                             | SKN St. Pölten Frauen (M, C) | 9   | 9 | 0 | 0 | 058:500 | +53   | 27     |
| 2.                                             | SG Austria Wien/USC Landhaus | 9   | 6 | 2 | 1 | 030:100 | +20   | 20     |
| 3.                                             | SK Sturm Graz                | 9   | 6 | 1 | 2 | 024:110 | +13   | 19     |
| 4.                                             | SV Neulengbach               | 9   | 5 | 1 | 3 | 018:150 | +3    | 16     |
| 5.                                             | SKV Altenmarkt               | 9   | 3 | 1 | 5 | 009:210 | −12   | 10     |
| 6.                                             | FC Südburgenland             | 9   | 3 | 1 | 5 | 012:250 | −13   | 10     |
| 7.                                             | FC Bergheim Damen            | 9   | 3 | 1 | 5 | 010:260 | −16   | 10     |
| 8.                                             | SV Horn (R)                  | 9   | 2 | 1 | 6 | 010:210 | −11   | 07     |
| 9.                                             | FFC Vorderland               | 9   | 2 | 1 | 6 | 006:170 | −11   | 07     |
| 10.                                            | FC Wacker Innsbruck          | 9   | 0 | 3 | 6 | 014:400 | −26   | 03     |
| Stand: Endstand (Abbruch nach dem 9. Spieltag) |                              |     |   |   |   |         |       |        |

| (M) | Österreichischer Fußball-Frauenmeister 2018/19 |
| (C) | ÖFB-Ladies-Cup-Sieger 2018/19                  |
| (R) | Gewinner der Relegation der Saison 2018/19     |

### Torschützenliste
Nach dem Abbruch der Meisterschaft sah die Torschützenliste wie folgt aus:
| Pl. | Nat.       | Spieler           | Verein                       | Tore |
| --- | ---------- | ----------------- | ---------------------------- | ---- |
| 01. | Slowenien  | Mateja Zver       | SKN St. Pölten Frauen        | 13   |
| 02. | Osterreich | Nina Burger       | SV Neulengbach               | 12   |
| 03. | Osterreich | Stefanie Enzinger | SKN St. Pölten Frauen        | 11   |
| 04. | Osterreich | Besijana Pireci   | SG Austria Wien/USC Landhaus | 11   |
| 05. | Ungarn     | Bernadett Zagor   | SKN St. Pölten Frauen        | 8    |
| 06. | Slowakei   | Veronika Sluková  | SG Austria Wien/USC Landhaus | 7    |

### Future League
In der Future League, bei der nur die 2. Mannschaften der ÖFB Frauen-Bundesliga teilnehmen führt der SKN St. Pölten Frauen vor Neulengbach Juniors, SG USC Landhaus/Austria Wien, AKA Steiermark – Sturm Graz, FC Wacker Innsbruck, FC Bergheim, FFC Vorderland, FC Südburgenland, Altenmarkt Juniors und Horn SV.

## Zweite Leistungsstufe – 2. Liga

### Modus
In der Saison 2019/20 treten 11 Mannschaften an, eine zwölfte Mannschaft wollte nicht teilnehmen. Jede Mannschaft spielt jeweils einmal zu Hause und auswärts gegen jede andere Mannschaft. Der Meister der Liga steigt in die ÖFB Frauen-Bundesliga auf. Die Mannschaft auf den letzten Rang steigt in die jeweilige Landesliga ab.

### Saisonverlauf
Die 2. Liga wurde aufgrund der COVID-19-Pandemie abgebrochen, daher gab es in dieser Saison keinen Aufsteiger in die ÖFB Frauen-Bundesliga. Der ASK Eggendorf nahm als elf platzierter und letzter Verein in der Saison 2020/21 nicht mehr teil.

### Abschlusstabelle
Die Tabelle sah nach dem Abbruch wie folgt aus:
| Pl.                                             | Verein                   | Sp. | S | U | N | Tore    | Diff. | Punkte |
| ----------------------------------------------- | ------------------------ | --- | - | - | - | ------- | ----- | ------ |
| 1.                                              | First Vienna FC Frauen   | 10  | 9 | 0 | 1 | 029:200 | +27   | 27     |
| 2.                                              | Union Geretsberg         | 10  | 7 | 2 | 1 | 027:900 | +18   | 23     |
| 3.                                              | Carinthians Spittal/Drau | 10  | 6 | 1 | 3 | 020:100 | +10   | 19     |
| 4.                                              | LUV Graz                 | 10  | 5 | 1 | 4 | 024:140 | +10   | 16     |
| 5.                                              | Union Kleinmünchen (A)   | 10  | 4 | 4 | 2 | 014:100 | +4    | 16     |
| 6.                                              | Wildcats Krottendorf     | 10  | 5 | 0 | 5 | 022:160 | +6    | 15     |
| 7.                                              | RW Rankweil (RV)         | 10  | 4 | 1 | 5 | 017:180 | −1    | 13     |
| 8.                                              | FC Altera Porta          | 10  | 4 | 1 | 5 | 012:130 | −1    | 13     |
| 9.                                              | Wiener Sport-Club (N)    | 10  | 3 | 2 | 5 | 015:220 | −7    | 11     |
| 10.                                             | SC Neusiedl am See (N)   | 10  | 1 | 1 | 8 | 009:480 | −39   | 04     |
| 11.                                             | ASK Eggendorf 2L1        | 10  | 0 | 1 | 9 | 007:340 | −27   | 01     |
| Stand: Endstand (Abbruch nach dem 10. Spieltag) |                          |     |   |   |   |         |       |        |

| (A)  | Absteiger aus der Bundesliga 2018/19        |
| (N)  | Aufsteiger aus der Landesliga               |
| (RV) | Verlierer der Relegation der Saison 2018/19 |

### Torschützenliste
Nach dem Abbruch der Meisterschaft sah die Torschützenliste wie folgt aus:
| Pl. | Nat.       | Spieler             | Verein                   | Tore |
| --- | ---------- | ------------------- | ------------------------ | ---- |
| 01. | Osterreich | Jennifer Mayr       | Union Geretsberg         | 12   |
| 02. | Osterreich | Chiara Kautschitsch | LUV Graz                 | 9    |
| 03. | Osterreich | Jelena Prvulović    | First Vienna FC Frauen   | 8    |
| 04. | Osterreich | Lisa Köberl         | Wildcats Krottendorf     | 6    |
| 05. | Osterreich | Lena Thalmann       | Carinthians Spittal/Drau | 6    |